# Cabimas (gemeente)
Cabimas is een gemeente in de Venezolaanse staat Zulia. De gemeente telt 300.000 inwoners. De hoofdplaats is Cabimas.
Andere plaatsen in de gemeente zijn:
- Ambrosio
- Carmen Herrera
- Germán Ríos Linares
- La Rosa
- Jorge Hernández
- Rómulo Betancour
- San Benito
- Arístides Calvani
- Punta Gorda